# Médoc

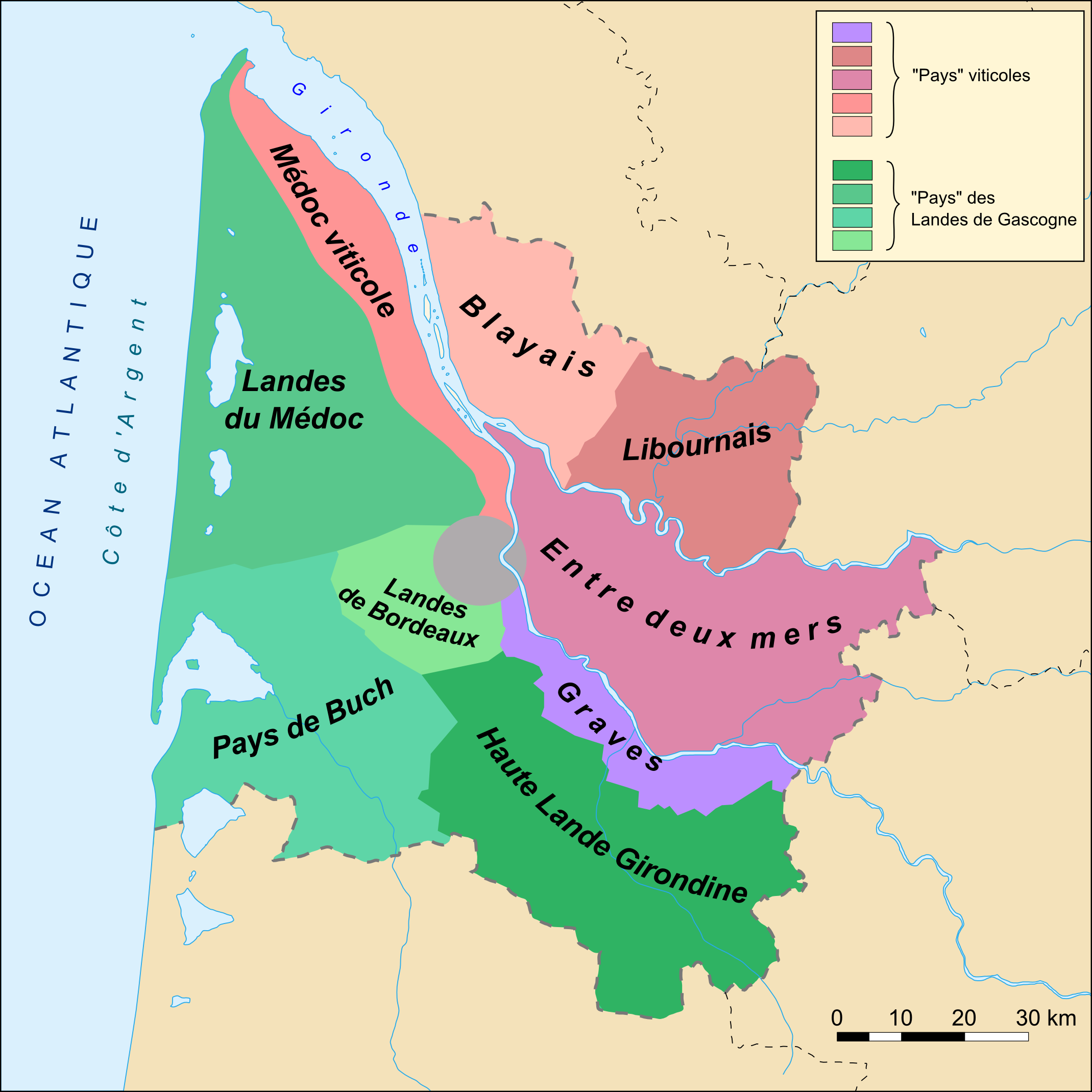
Mapa regionów Bordeaux

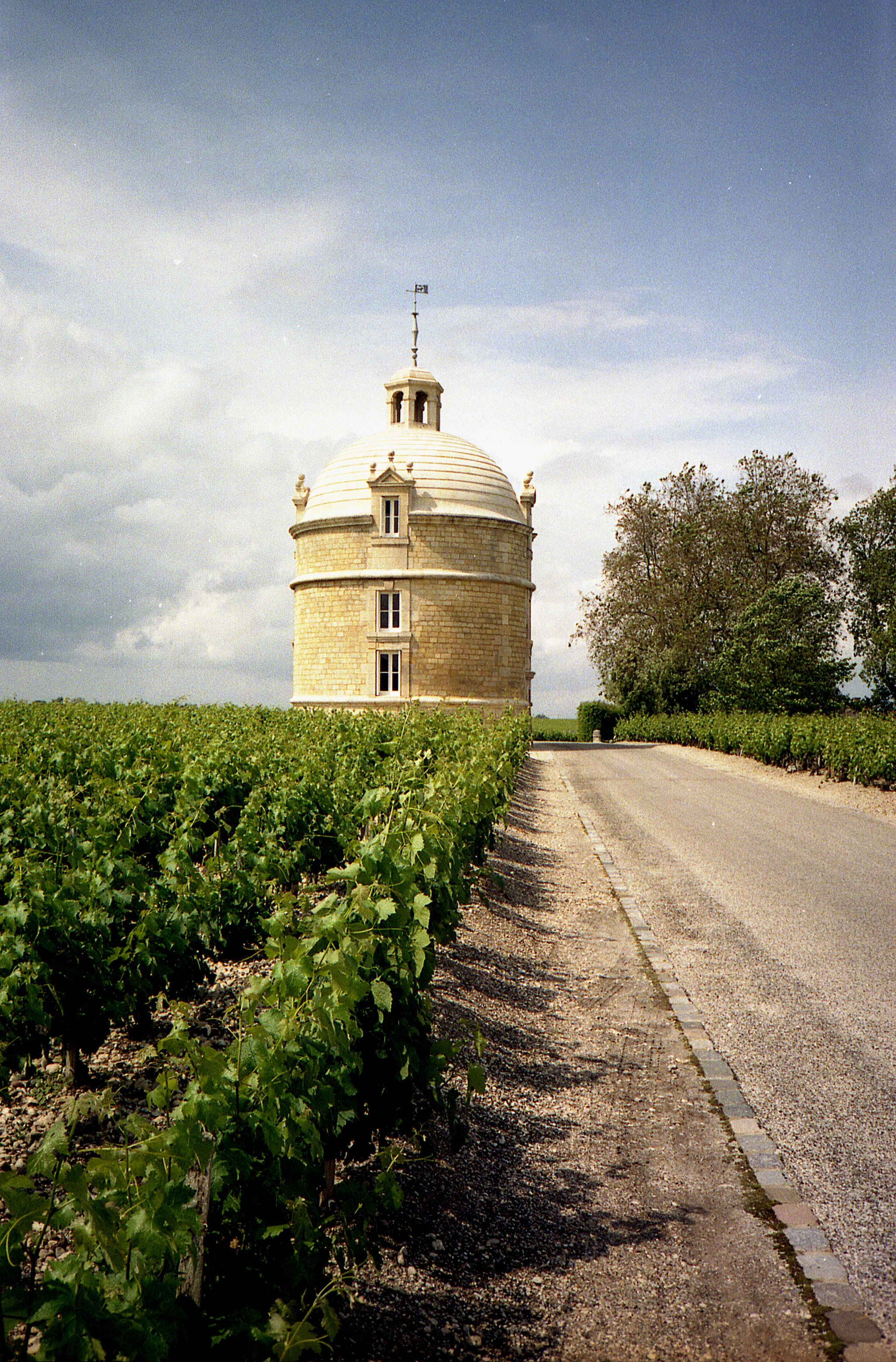
Winnice zamku La Tour

Médoc (fr. Médoc; oks. Medoc [meˈðuk]) – historyczny region Francji – część regionu winiarskiego Bordeaux, który jest znany głównie z produkcji wysokiej jakości win. 
Granicą Médoc jest od wschodu rzeka Żyronda, z drugiej strony znajduje się Ocean Atlantycki. Winorośle rosną na wąskim pasie półwyspu, chronione przed chłodem oceanu lasem Lalande.